# Gmina związkowa Rhens
Gmina związkowa Rhens (niem. Verbandsgemeinde Rhens) – dawna gmina związkowa w Niemczech, w kraju związkowym Nadrenia-Palatynat, w powiecie Mayen-Koblenz. Siedziba gminy związkowej znajdowała się w mieście Rhens. 1 lipca 2014 gmina związkowa została połączona z gminą związkową Untermosel tworząc nową gminę związkową Rhein-Mosel.

## Podział administracyjny
Gmina związkowa zrzeszała cztery gminy, w tym jedną gminę miejską (Stadt) oraz trzy gminy wiejskie:
1. Brey
2. Rhens
3. Spay
4. Waldesch